# ポートタウン東駅
ポートタウン東駅（ポートタウンひがしえき）は、大阪府大阪市住之江区南港中二丁目にある大阪市高速電気軌道 (Osaka Metro) 南港ポートタウン線（ニュートラム）の駅。駅番号はP13。

## 歴史
- 1981年（昭和56年）3月16日：大阪市交通局南港ポートタウン線（ニュートラム）の住之江公園駅 - 中ふ頭駅間の開通と同時に開業[1]。
- 2018年（平成30年）4月1日：大阪市交通局の民営化により、大阪市高速電気軌道 (Osaka Metro) の駅となる。

## 駅構造
島式ホーム1面2線の高架駅。1階（地上）に改札・コンコース、2階にホームがある。改札口は1か所のみ。
当駅は南港運輸事務所に所属し、駅長が配置されている。管轄駅は当駅・ポートタウン西駅・フェリーターミナル駅の各駅である。

### のりば
| 番線 | 路線                                | 行先                       |
| ---- | ----------------------------------- | -------------------------- |
| 1    | 南港ポートタウン線 （ニュートラム） | 住之江公園方面             |
| 2    | 南港ポートタウン線 （ニュートラム） | 中ふ頭・コスモスクエア方面 |

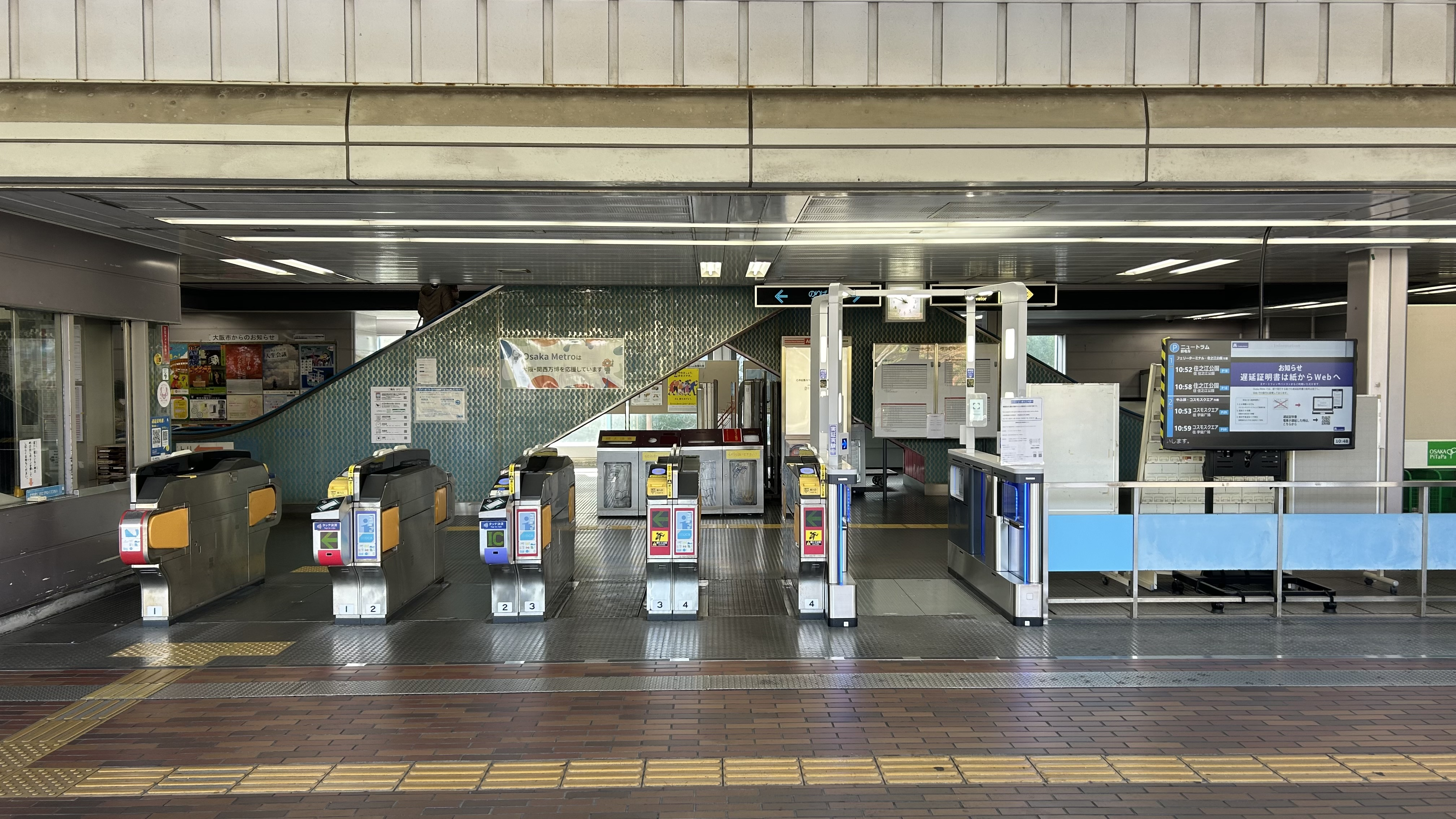
改札（2024年11月）
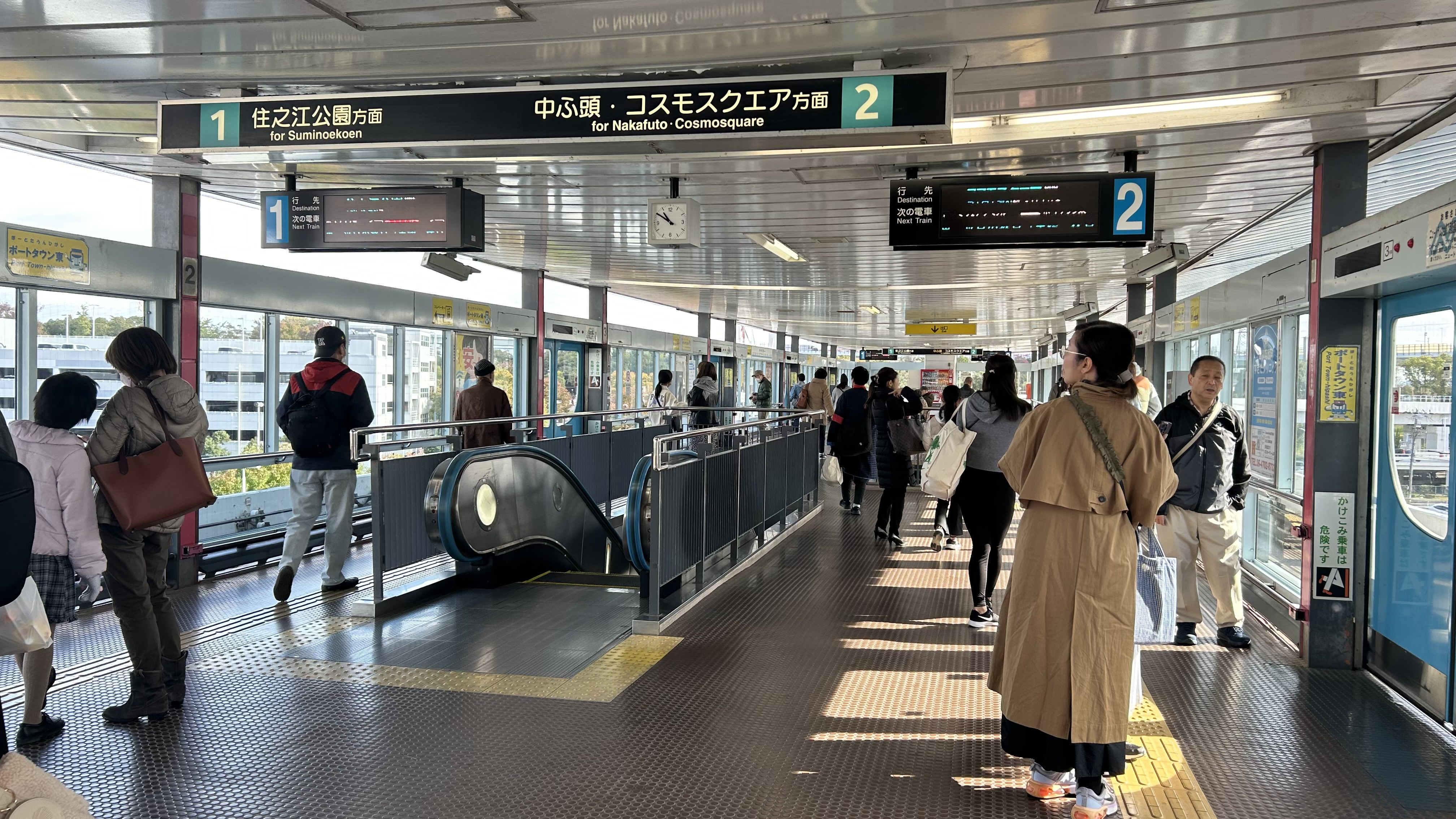
プラットホーム（2024年11月）

### 出口
| 出口番号 | 出口周辺                                                                                            | 備考 |
| -------- | --------------------------------------------------------------------------------------------------- | ---- |
| 1        | 南港中央公園・南港中央野球場・ポートタウン管理センタービル 住之江区南港ポートタウンサービスコーナー |      |

## 利用状況
2024年11月12日の1日乗降人員は13,129人（乗車人員：6,478人、降車人員：6,651人）である。ニュートラムの途中駅ではトレードセンター前駅に次ぐ2位。
各年度の特定日利用状況は下表の通り。なお1995年度の記録については、1996年に行われた調査であるが会計年度上表中に記載の年度となる。
| 年度               | 調査日   | 乗車人員 | 降車人員 | 乗降人員 | 出典          | 出典          |
| 年度               | 調査日   | 乗車人員 | 降車人員 | 乗降人員 | メトロ        | 大阪府        |
| ------------------ | -------- | -------- | -------- | -------- | ------------- | ------------- |
| 1981年（昭和56年） | 11月10日 | 3,483    | 3,347    | 6,830    |               | [ 大阪府 1 ]  |
| 1985年（昭和60年） | 11月12日 | 6,025    | 6,001    | 12,026   |               | [ 大阪府 2 ]  |
| 1987年（昭和62年） | 11月10日 | 7,237    | 7,238    | 14,475   |               | [ 大阪府 3 ]  |
| 1990年（平成02年） | 11月06日 | 7,353    | 7,149    | 14,502   |               | [ 大阪府 4 ]  |
| 1995年（平成07年） | 02月15日 | 6,438    | 6,743    | 13,181   |               | [ 大阪府 5 ]  |
| 1998年（平成10年） | 11月10日 | 8,754    | 8,674    | 17,428   |               | [ 大阪府 6 ]  |
| 2007年（平成19年） | 11月13日 | 7,828    | 7,874    | 15,702   |               | [ 大阪府 7 ]  |
| 2008年（平成20年） | 11月11日 | 7,917    | 7,942    | 15,859   |               | [ 大阪府 8 ]  |
| 2009年（平成21年） | 11月10日 | 7,764    | 7,951    | 15,715   |               | [ 大阪府 9 ]  |
| 2010年（平成22年） | 11月09日 | 7,557    | 7,666    | 15,223   |               | [ 大阪府 10 ] |
| 2011年（平成23年） | 11月08日 | 7,392    | 7,431    | 14,823   |               | [ 大阪府 11 ] |
| 2012年（平成24年） | 11月13日 | 6,945    | 7,127    | 14,072   |               | [ 大阪府 12 ] |
| 2013年（平成25年） | 11月19日 | 6,932    | 7,058    | 13,990   | [ メトロ 1 ]  | [ 大阪府 13 ] |
| 2014年（平成26年） | 11月11日 | 6,803    | 6,899    | 13,702   | [ メトロ 2 ]  | [ 大阪府 14 ] |
| 2015年（平成27年） | 11月17日 | 6,858    | 6,986    | 13,844   | [ メトロ 3 ]  | [ 大阪府 15 ] |
| 2016年（平成28年） | 11月08日 | 6,623    | 6,665    | 13,288   | [ メトロ 4 ]  | [ 大阪府 16 ] |
| 2017年（平成29年） | 11月14日 | 6,576    | 6,702    | 13,278   | [ メトロ 5 ]  | [ 大阪府 17 ] |
| 2018年（平成30年） | 11月13日 | 6,698    | 6,745    | 13,443   | [ メトロ 6 ]  | [ 大阪府 18 ] |
| 2019年（令和元年） | 11月12日 | 6,844    | 6,812    | 13,656   | [ メトロ 7 ]  | [ 大阪府 19 ] |
| 2020年（令和02年） | 11月10日 | 6,398    | 6,396    | 12,794   | [ メトロ 8 ]  | [ 大阪府 20 ] |
| 2021年（令和03年） | 11月16日 | 6,314    | 6,347    | 12,661   | [ メトロ 9 ]  | [ 大阪府 21 ] |
| 2022年（令和04年） | 11月15日 | 6,214    | 6,282    | 12,496   | [ メトロ 10 ] | [ 大阪府 22 ] |
| 2023年（令和05年） | 11月07日 | 6,214    | 6,146    | 12,360   | [ メトロ 11 ] | [ 大阪府 23 ] |
| 2024年（令和06年） | 11月12日 | 6,478    | 6,651    | 13,129   | [ メトロ 12 ] |               |

## 駅周辺
駅北側にショッピングセンターがあり、その西隣に郵便局がある。南港中央公園は駅東側、南港公園は駅西側にある。南港中央公園は野球場やテニスコートを併設する公園である。阪神高速4号湾岸線は同公園に沿って縦断する。
- 南港ポートタウンショッピングセンター・カリヨンプラザ[4]
- 南港中央公園
  - 大阪市南港中央野球場
- 南港公園 - 地区公園
- 住之江南港中郵便局
- 相愛大学
- 大阪市立南港みなみ小学校・大阪市立南港南中学校（咲洲みなみ小中一貫校）
- 慈心会咲洲病院
- 大阪車輌工業本社・工場
- 阪神高速4号湾岸線

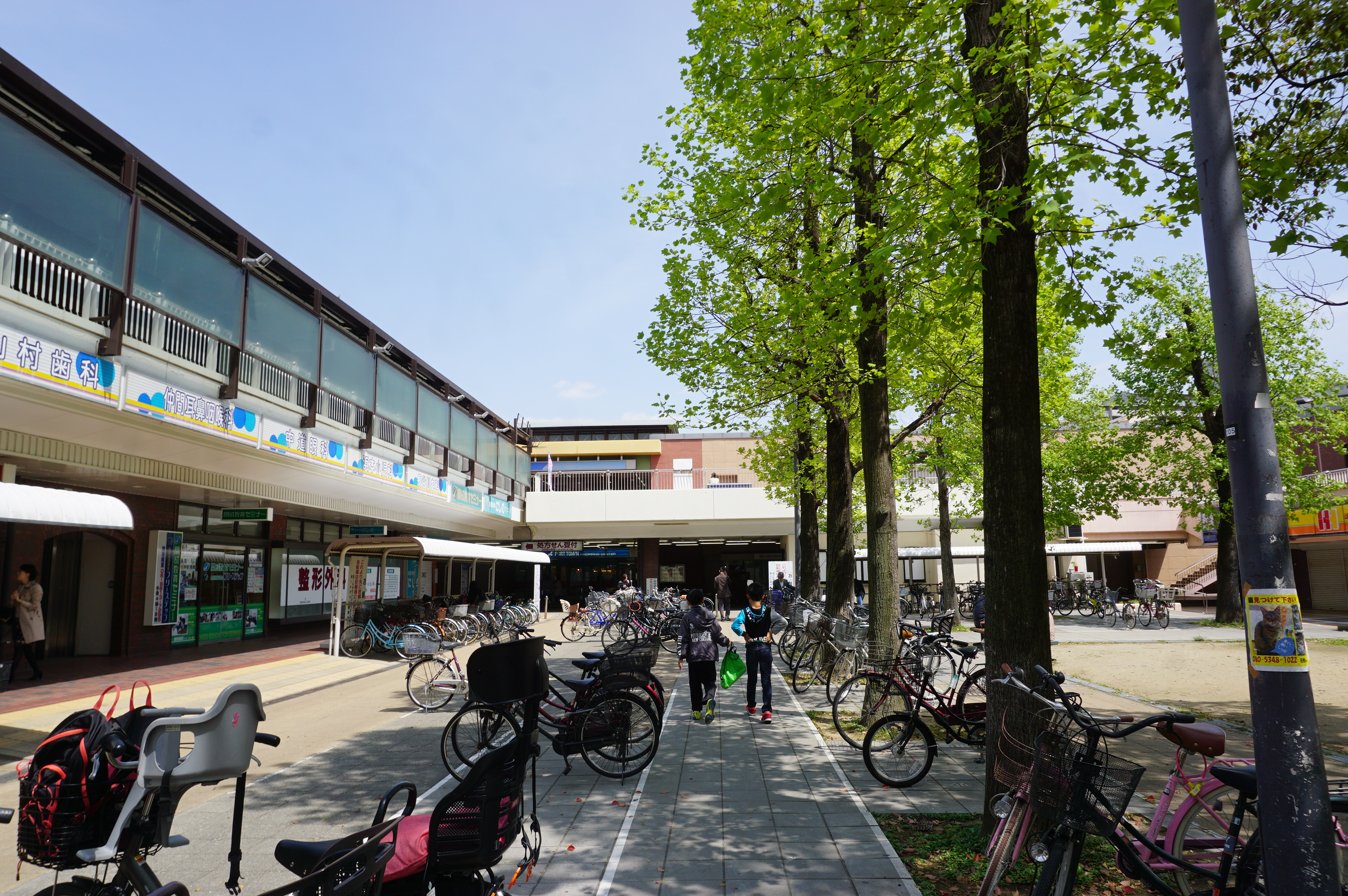
南港ポートタウンショッピングセンター・カリヨンプラザ（2017年4月）
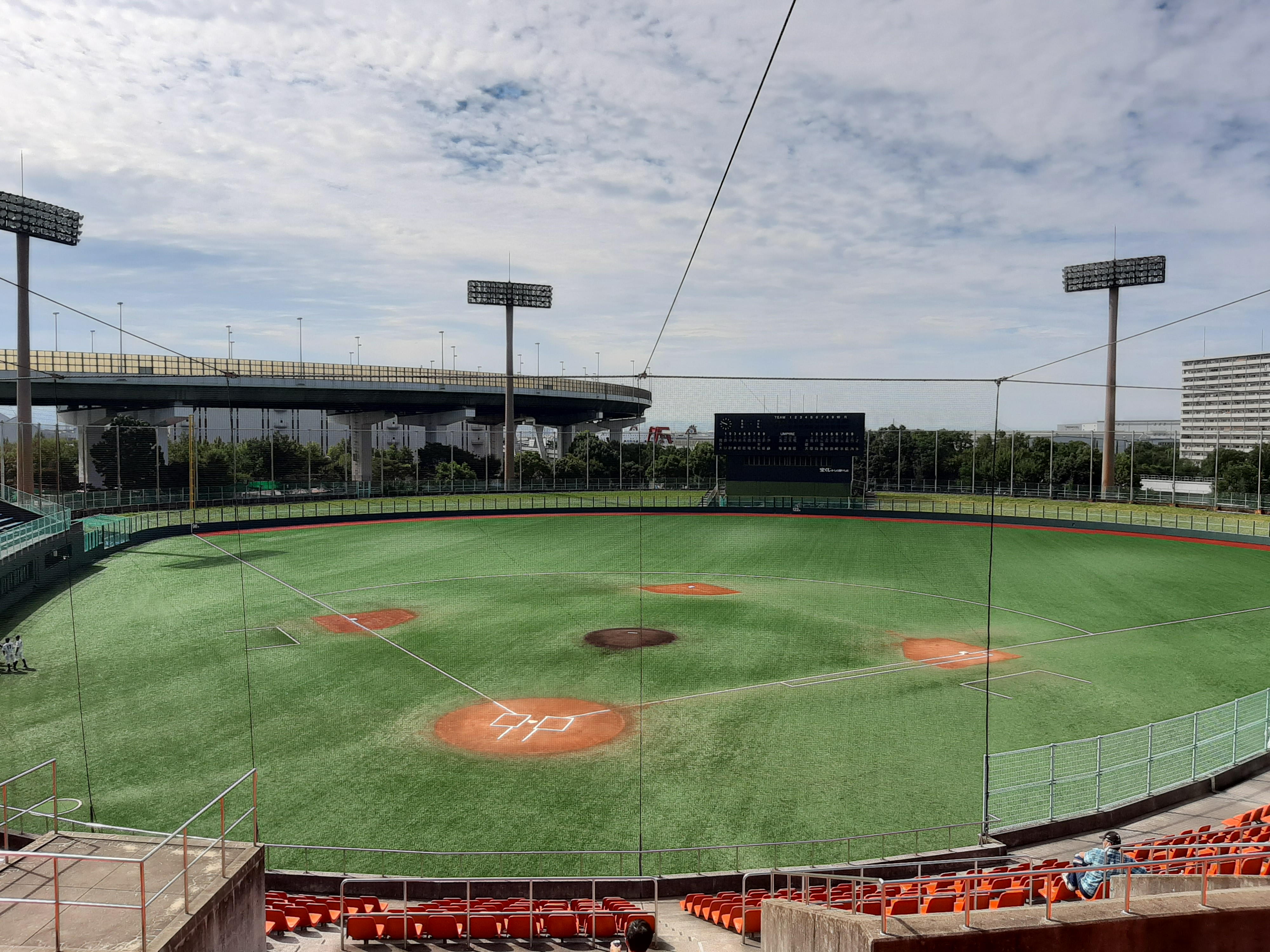
大阪市南港中央野球場（2021年9月。バックネット裏から）
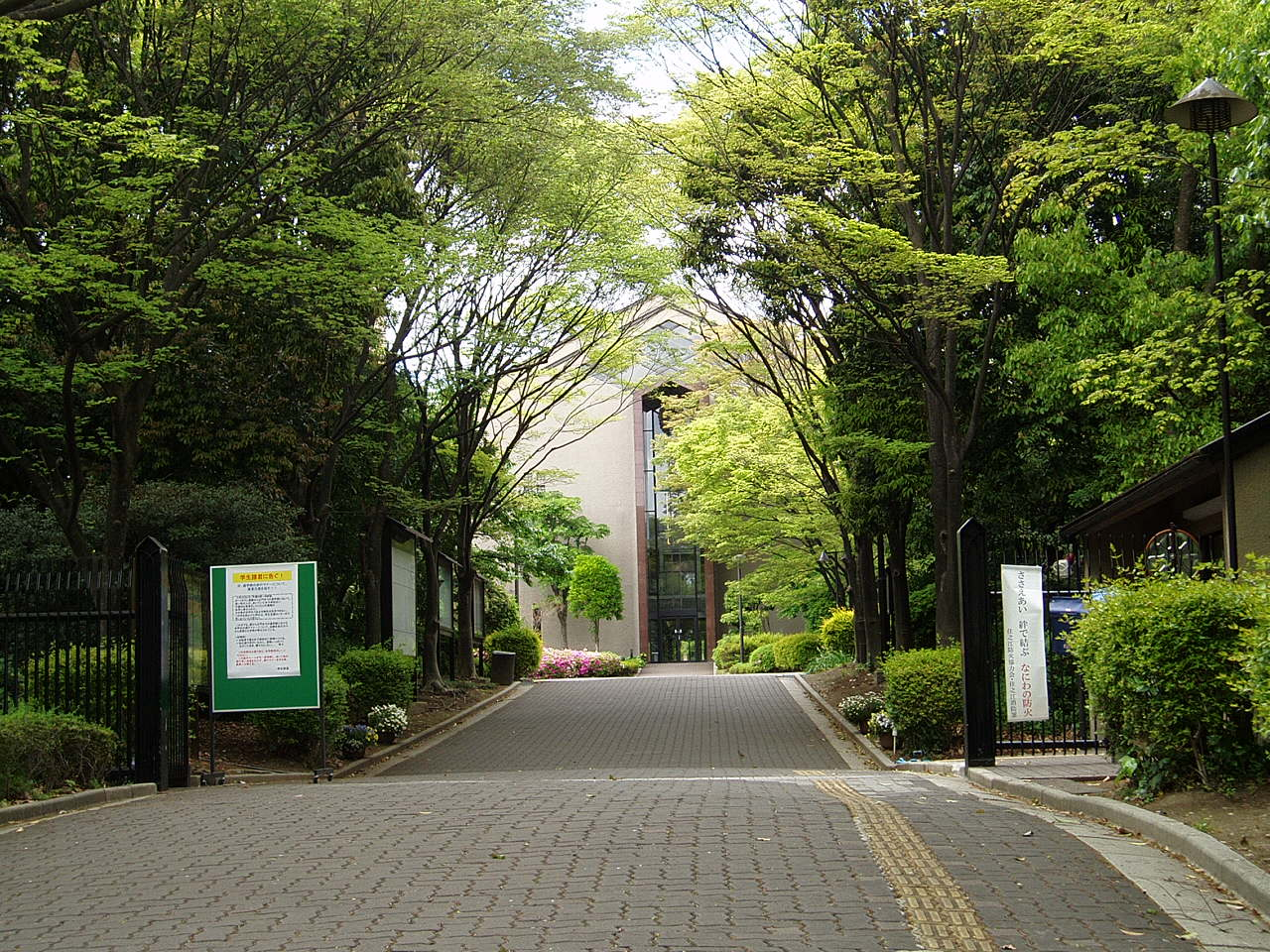
相愛大学 正門（2013年5月）

## バス路線

### 路線バス
- 大阪シティバス
  - 17号系統：コスモスクエア駅前
- 南海バス
  - 堺南港線：堺東駅前

### 高速バス
- リムジンバス：関西国際空港 行（関西空港交通･近鉄バス･阪神バス）
- 大阪ベイサイドライン：神姫バス三宮バスターミナル 行（神姫バス）

## 隣の駅
大阪市高速電気軌道 (Osaka Metro)
 南港ポートタウン線（ニュートラム）
ポートタウン西駅 (P12) - ポートタウン東駅 (P13) - フェリーターミナル駅 (P14)
- ( ) 内は駅番号を示す。

### 記事本文

### 利用状況
1. ↑  路線別駅別乗降人員 - 大阪市高速電気軌道
2. ↑  大阪府統計年鑑 - 大阪府
3. ↑  大阪市統計書 - 大阪市

#### 大阪市高速電気軌道
1. ↑  路線別乗降人員 （2013年11月19日（火）交通調査） (PDF)
2. ↑  路線別乗降人員 （2014年11月11日（火）交通調査） (PDF)
3. ↑  路線別乗降人員 （2015年11月17日（火）交通調査） (PDF)
4. ↑  路線別乗降人員 （2016年11月8日（火）交通調査） (PDF)
5. ↑  路線別乗降人員 （2017年11月14日（火）交通調査） (PDF)
6. ↑  路線別乗降人員 （2018年11月13日（火）交通調査） (PDF)
7. ↑  路線別乗降人員 （2019年11月12日（火）交通調査） (PDF)
8. ↑  路線別乗降人員 （2020年11月10日（火）交通調査） (PDF)
9. ↑  路線別乗降人員 （2021年11月16日（火）交通調査） (PDF)
10. ↑  路線別乗降人員 （2022年11月15日（火）交通調査） (PDF)
11. ↑  路線別乗降人員 （2023年11月7日（火）交通調査） (PDF)
12. ↑  路線別乗降人員 （2024年11月12日（火）交通調査） (PDF)

#### 大阪府統計年鑑
1. ↑  大阪府統計年鑑（昭和57年） (PDF)
2. ↑  大阪府統計年鑑（昭和61年） (PDF)
3. ↑  大阪府統計年鑑（昭和63年） (PDF)
4. ↑  大阪府統計年鑑（平成3年） (PDF)
5. ↑  大阪府統計年鑑（平成8年） (PDF)
6. ↑  大阪府統計年鑑（平成11年） (PDF)
7. ↑  大阪府統計年鑑（平成20年） (PDF)
8. ↑  大阪府統計年鑑（平成21年） (PDF)
9. ↑  大阪府統計年鑑（平成22年） (PDF)
10. ↑  大阪府統計年鑑（平成23年） (PDF)
11. ↑  大阪府統計年鑑（平成24年） (PDF)
12. ↑  大阪府統計年鑑（平成25年） (PDF)
13. ↑  大阪府統計年鑑（平成26年） (PDF)
14. ↑  大阪府統計年鑑（平成27年） (PDF)
15. ↑  大阪府統計年鑑（平成28年） (PDF)
16. ↑  大阪府統計年鑑（平成29年） (PDF)
17. ↑  大阪府統計年鑑（平成30年） (PDF)
18. ↑  大阪府統計年鑑（令和元年） (PDF)
19. ↑  大阪府統計年鑑（令和2年） (PDF)
20. ↑  大阪府統計年鑑（令和3年） (PDF)
21. ↑  大阪府統計年鑑（令和4年） (PDF)
22. ↑  大阪府統計年鑑（令和5年） (PDF)
23. ↑  大阪府統計年鑑（令和6年） (PDF)